# Geissflue (berg)
Geissflue är ett berg i Schweiz.   Det ligger i distriktet Bezirk Sissach och kantonen Basel-Landschaft, i den centrala delen av landet, 60 km nordost om huvudstaden Bern. Toppen på Geissflue är 963 meter över havet, eller 255 meter över den omgivande terrängen. Bredden vid basen är 11,5 km.
Terrängen runt Geissflue är huvudsakligen kuperad, men åt sydost är den platt. Runt Geissflue är det tätbefolkat, med 762 invånare per kvadratkilometer.. Närmaste större samhälle är Olten, 8,7 km sydväst om Geissflue. 
I omgivningarna runt Geissflue växer i huvudsak blandskog.